# Chaerilus pseudoconchiformus
Espèce
Chaerilus pseudoconchiformus est une espèce de scorpions de la famille des Chaerilidae.

## Distribution
Cette espèce est endémique du Tibet en Chine. Elle se rencontre vers Linzhi.

## Description

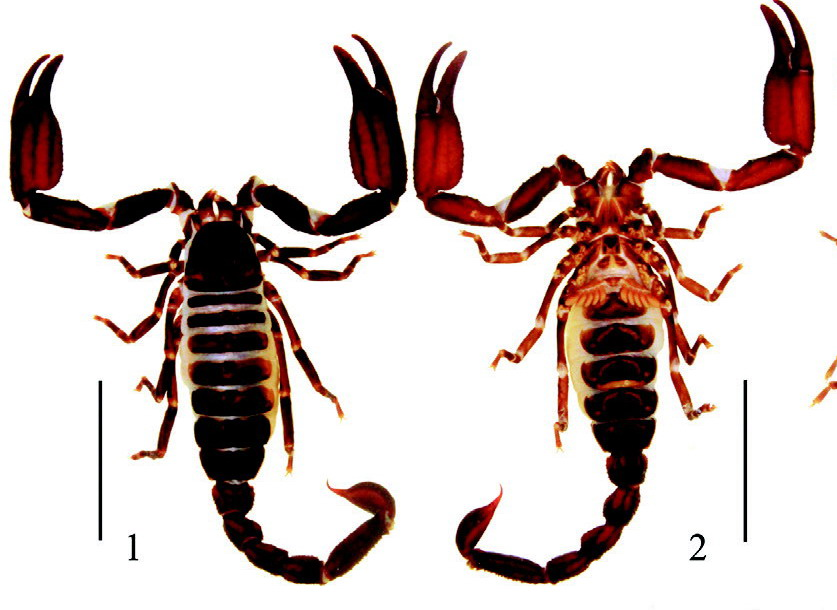
Chaerilus pseudoconchiformus ♂

Le mâle holotype mesure 37,4 mm et la femelle paratype 37,1 mm.

## Publication originale
- Yin, Qiu, Pan, Li & Di, 2015 : Chaerilus pseudoconchiformus sp. n. and an updated key of the chaerilid scorpions from China (Scorpiones, Chaerilidae). ZooKeys, no 495, p. 41–51 (texte intégral).